# Glaser-Kupplung
Die Glaser-Kupplung ist eine Namensreaktion in der Organischen Chemie, die nach ihrem Entdecker Carl Glaser benannt wurde. Sie wird zur Kupplung zweier endständiger (terminaler) Alkine zu Diinen benutzt und ist die älteste bekannte Kupplungsreaktion für Alkine.

## Übersichtsreaktion
Bei der Glaser-Kupplung reagieren zwei terminale Alkine unter Zusatz von Basen und durch Katalyse von Kupfersalzen zu symmetrischen Diinen.

## Mechanismus
Die Glaser-Kupplung läuft in einer wässrigen oder alkoholischen Ammoniak-Lösung ab. Als Katalysator werden Kupfer(I)-salze benutzt. Hierzu eignen sich beispielsweise Kupfer(I)-chlorid, Kupfer(I)-bromid oder Kupfer(I)-acetat.
Im ersten Schritt wird eine Base (klassischerweise Ammoniak) verwendet, die das CH-acide Proton des Alkins abspaltet. Da der Mechanismus komplex und noch nicht völlig klar ist, läuft der nächste Schritt vermutlich so ab:
Das Acetylid-Anion bildet einen Kupferkomplex mit Kupfer(II)-Kationen. Durch Oxidation der Kupfer(I)-salze mit dem Oxidationsmittel Sauerstoff werden die Kupfer(II)-Kationen hergestellt. Im Kupferkomplex übertragen die Acetylid-Anionen je ein Elektron auf ein Kupfer(II)-Kation. Somit werden die Acetylid-Anionen oxidiert und die Kupfer(II)-Kationen zu Kupfer(I)-Kationen reduziert. Es entsteht ein symmetrisches Diin.
Die Glaser-Kupplung und die Eglinton-Kupplung eignen sich für die Synthese von cyclischen Polyinen.

## Versionen

### Hay-Kupplung
Die Hay-Kupplung verläuft Analog der Glaser-Kupplung. Lediglich verwendet sie TMEDA (TEMED) als Base, was zur Erhöhung der Löslichkeit in organischen Lösungsmitteln beiträgt und somit den Einsatz eines breiteren Spektrums an Lösungsmitteln ermöglicht.

### Eglinton-Kupplung
Die Eglinton-Kupplung ist der Glaser-Kupplung eng verwandt. Der Unterschied besteht in der Verwendung von Kupfer(II)- anstelle von Kupfer(I)-salzen als Oxidationsmittel. Außerdem werden die Kupfersalze nicht in katalytischen, sondern stöchiometrischen Mengen benötigt. Da bei stöchiometrischem Einsatz des Kupfersalzes dieses nicht reoxidiert werden muss, wird zur Eglinton-Kupplung kein Sauerstoff benötigt. Als Kupferquelle wird beispielsweise Kupfer(II)-acetat eingesetzt, als Base dient meist Pyridin oder eine andere organische Stickstoffbase.

### Cadiot-Chodkiewicz-Kupplung
Während die Glaser-Kupplung nur die Kupplung zweier identischer Alkine ermöglicht, erlaubt die Cadiot-Chodkiewicz-Kupplung die Verwendung zweier verschiedener Reste am Alkin und ermöglicht die selektive Synthese unsymmetrischer Diine:

Cadiot-Chodkiewicz-Kupplung (Synthese unsymmetrischer Diine)